# Чукчи
Чукчи су чукотско-камчатски народ, који претежно живи у Русији, односно у аутономном округу Чукотка, у којем чини 27% становништва, и у којем представља други народ по бројности, после Руса (53%). У верском погледу, Чукчи практикују традиционална веровања (шаманизам), а знатан део практикује и православље. Говоре чукотским (или чукчијским) језиком, који спада у чукотско-камчатску породицу језика.
Укупно их има око 16.000.

## Популација
Према резултатима пописа становништва Руске Федерације, Чукча је 2010. било 15.908. Док их је на претходном попису становништва Русије 2002. пописано 15.767.